# 島鉄バスターミナル

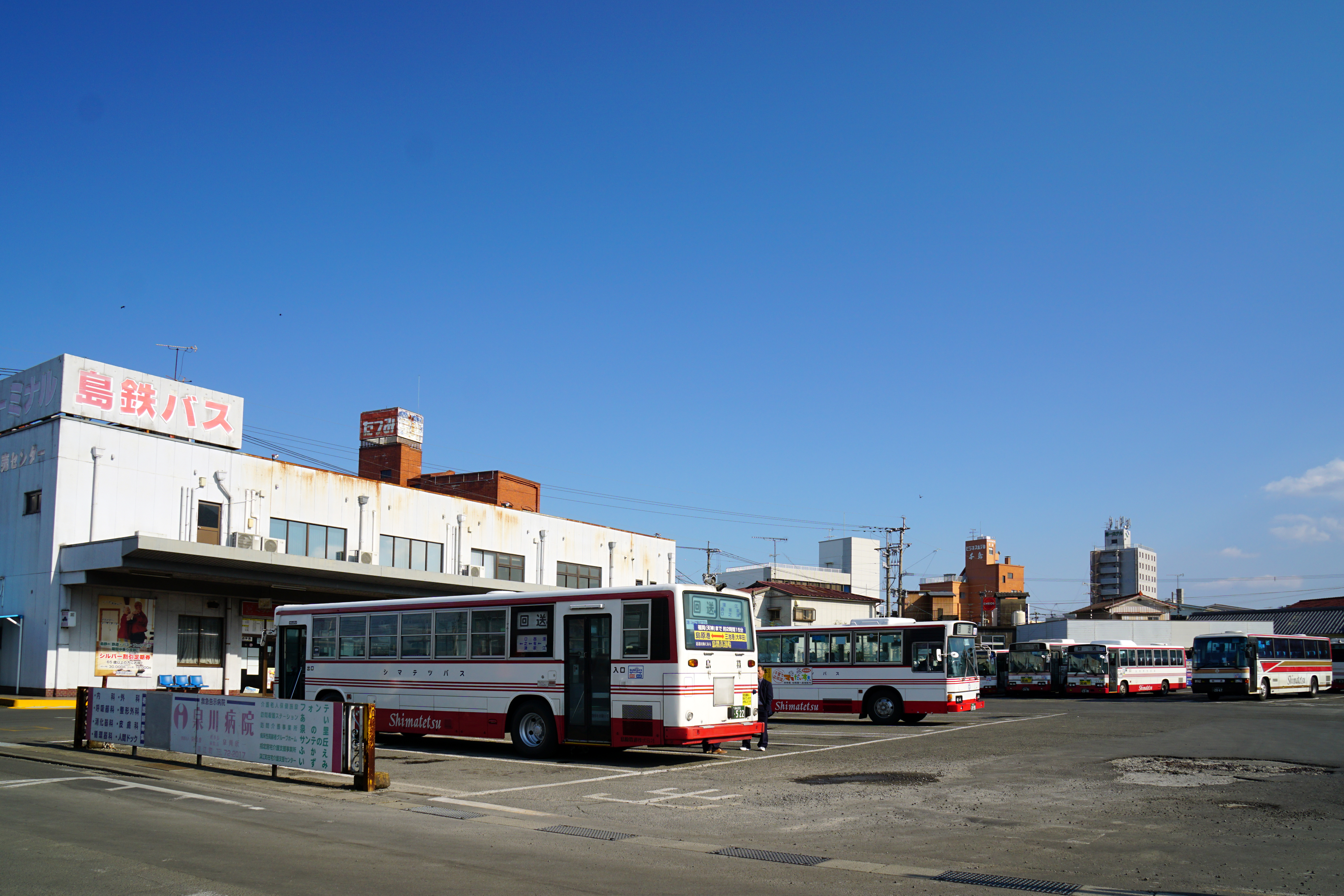
島鉄バスターミナル

島鉄バスターミナル（しまてつバスターミナル）は、かつて長崎県島原市に所在した島原鉄道のバスターミナル。
島原鉄道のバス路線網の最も重要な拠点の一つであった。イオン島原店再開発に伴い、令和3年2月28日をもって廃止された。
廃止に伴い、窓口業務は島原駅へ、高速バスは島原港へ、一般路線バスは200ｍ南側の国道沿いに乗り場移設という形でバス停が新設された（停留所名は「イオン島原店前」）。

## 位置
- 長崎県島原市弁天町1丁目7118番地1

## 構造

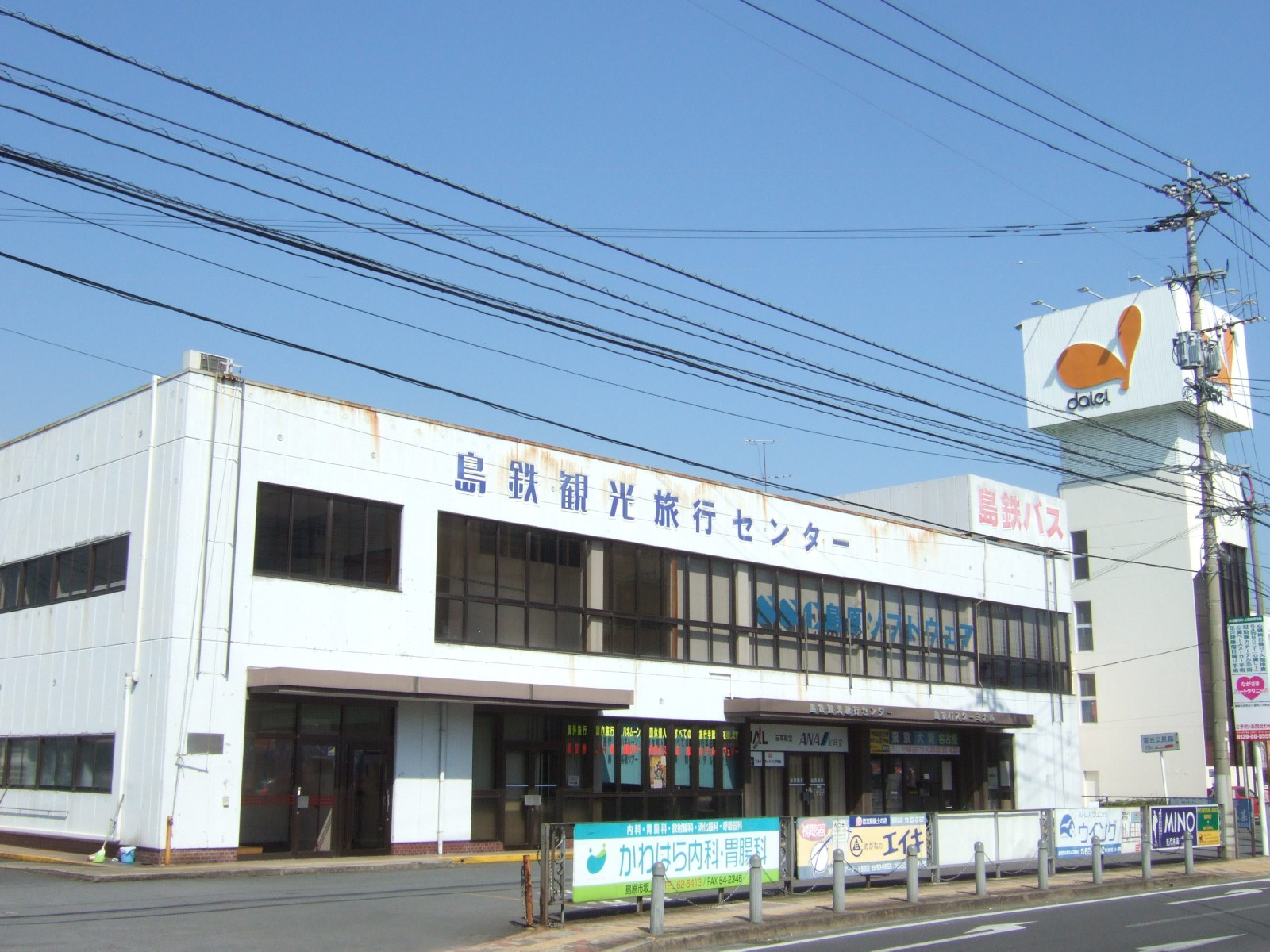
国道側

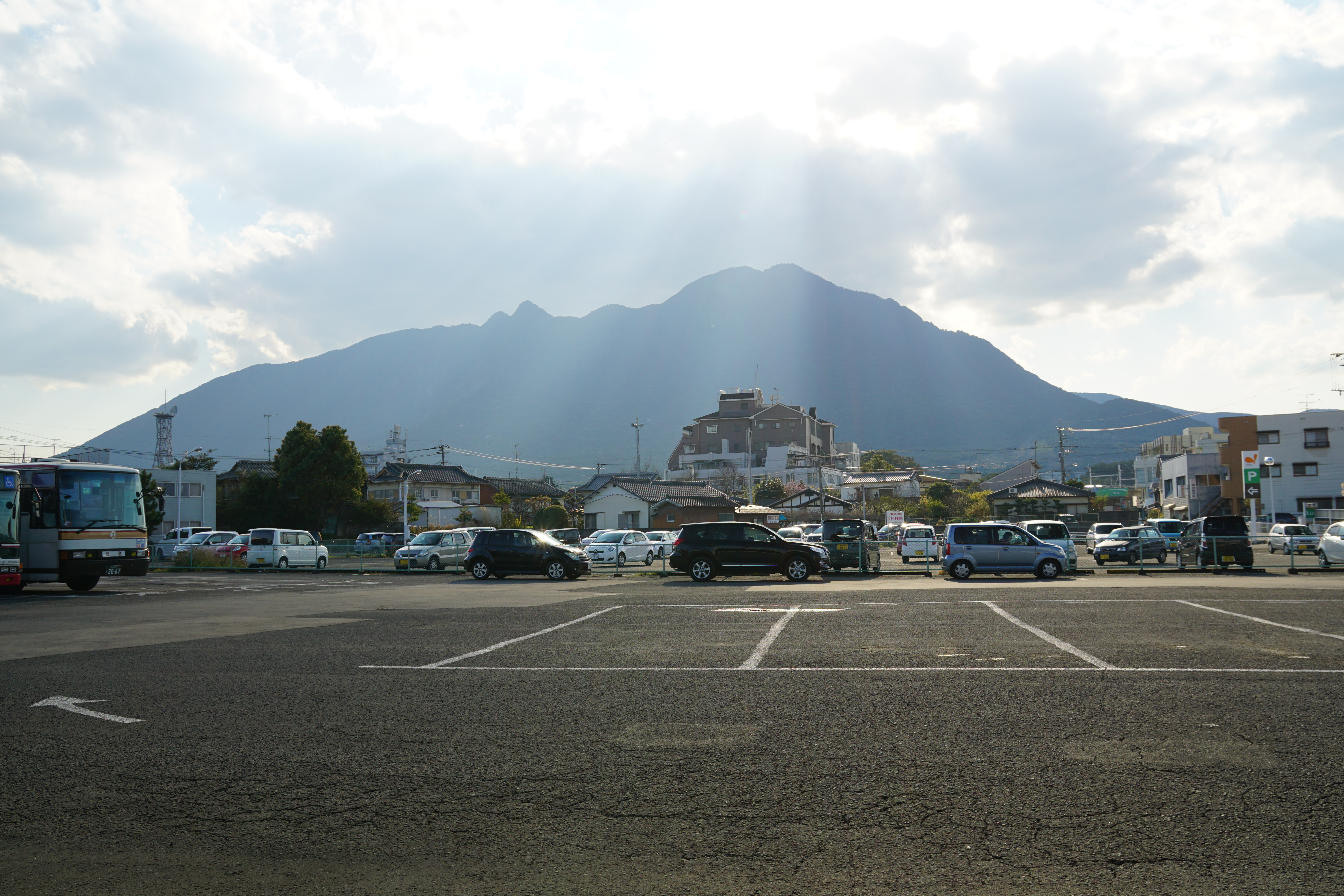
バス乗り場側。背景は眉山。

バスターミナル建物は鉄筋コンクリート造2階建で、1階の一部がバスターミナルとして使用されていた。建物内には島鉄観光旅行センターが併設されていたが、島原駅構内に移転した。
国道251号に面しているが、バスが発着するのは国道の反対側に設けられた乗り場になっていた。
敷地内に島鉄バス島原営業所が併設されていた。廃止後は近隣のバス車庫内に移転している。

## 主な発着路線

### 高速バス
- 「島原号」博多バスターミナル行き（諫早駅前バスターミナル・西鉄天神高速バスターミナル経由）

### 一般路線バス
雲仙（島原外港・山ノ寺・大野木場）方面
- （普通）雲仙・青雲荘・一本柱鳥居前線

北目（多比良・愛野）方面
- （普通）多比良港線（一部、諫早方面の便あり）

南目（島原外港・深江・原城・口之津）方面
- （普通）加津佐海水浴場前・有家・島原駅線（南目線一部廃線による代替輸送路線）
- （普通）有家・藤原・須川港線（上記区間便）

島原近郊路線
- （普通）芝桜公園前・農高前線
- （普通）仁田団地線
- （普通）三会線・宇土出口線
- （普通）水分・畜産線

一般路線の多くが島原駅前・島原港と本バスターミナル間で重複して運行されていた。

## 周辺
- 島原鉄道線 霊丘公園体育館駅 - 徒歩2分。
- エディオン島原店 - 徒歩1分。
- 島原商工会議所
- 霊丘公園・霊丘神社